# ヒューマン・ファクター (映画)
『ヒューマン・ファクター』（The Human Factor）は、1979年のイギリスのサスペンス映画。オットー・プレミンジャー監督の遺作で、出演はリチャード・アッテンボローとニコール・ウィリアムソンなど。グレアム・グリーンの1978年の同名スパイ小説を映画化した作品である。
日本では劇場未公開だが、テレビ放送されたことがある。

## キャスト
- モーリス・キャッスル: ニコール・ウィリアムソン - イギリス情報部（MI6）のベテラン職員。
- ジョン・デイントリー大佐: リチャード・アッテンボロー - 保安部の新しい責任者。二重スパイを捜査。
- コーネリアス・ムラー: ジュープ・ドーデラー（英語版） - 南アフリカ共和国の保安局員。モーリスと因縁がある。
- トムリンソン准将: ジョン・ギールグッド - モーリスにデイントリーを引き合わせる。
- アーサー・デイヴィス: デレク・ジャコビ - モーリスの部下で友人。労働党員。
- パーシヴァル医師: ロバート・モーレイ - 二重スパイを病死に見せかけて殺害する役目を担う。
- キャッスルの母: アン・トッド（英語版） - 息子の国家への裏切りを許せない。
- ジョン・ハーグリーヴス卿: リチャード・ヴァーノン（英語版） - モーリスの上司。二重スパイの捜査を指揮。
- サラ・マンコジ: イマン - モーリスの妻。南アフリカ出身の黒人女性。

## 作品の評価
Rotten Tomatoesによれば、6件の評論のうち高評価は33%にあたる2件で、平均点は10点満点中4.65点となっている。